# Tahar Tamsamani
Tahar Tamsamani, född 10 september 1980, är en marockansk boxare som tog OS-brons i fjäderviktsboxning 2000 i Sydney. I semifinalen slogs han ut av den kazakstanske boxaren Bekzat Sattarkhanov.

## Meriter

### Olympiska meriter

#### Olympiska sommarspelen 2008
| Tahar Tamsamani | Lättvikt | Valentino (ITA) L 15 - 4 | Gick inte vidare | Gick inte vidare | Gick inte vidare | Gick inte vidare | Gick inte vidare | Gick inte vidare |